# Le Kearsarge à Boulogne
Le Kearsarge à Boulogne est un tableau réalisé en 1864 par le peintre français Édouard Manet. De format horizontal, cette huile sur toile est une marine qui représente le Kearsarge alors que ce sloop de l'Union Navy mouille devant Boulogne-sur-Mer, dans le Pas-de-Calais. Récemment victorieux du CSS Alabama, le navire de guerre est entouré par plusieurs voiliers plus petits, l'un d'entre eux occupant le premier plan, dans le tiers droit de la composition. L'œuvre est conservée depuis 1999 au Metropolitan Museum of Art, à New York, dans l'État de New York. Elle complémente Le Combat du Kearsarge et de l'Alabama, qui représente le combat naval à Cherbourg et se trouve dans les collections du Philadelphia Museum of Art, à Philadelphie, en Pennsylvanie, également aux États-Unis.

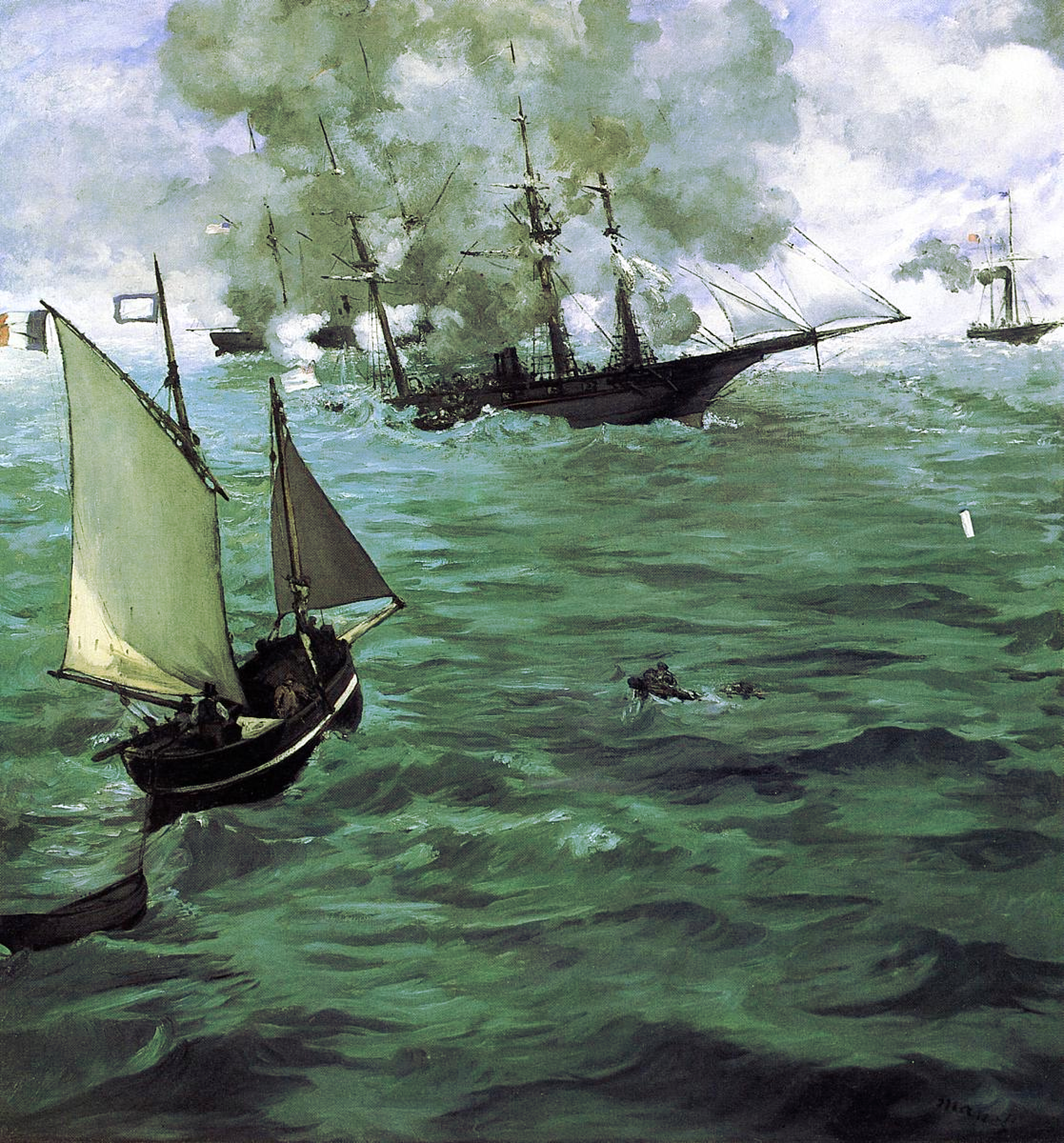
Le Combat du Kearsarge et de l'Alabama, 1864 – Philadelphia Museum of Art, Philadelphie.